# Cao nguyên Dieng

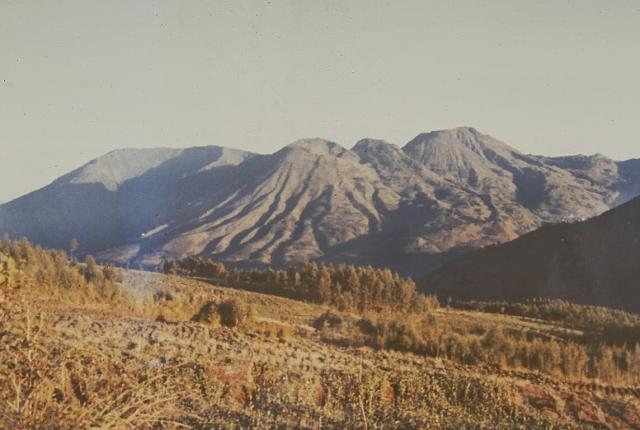
Quang cảnh khu núi lửa Dieng

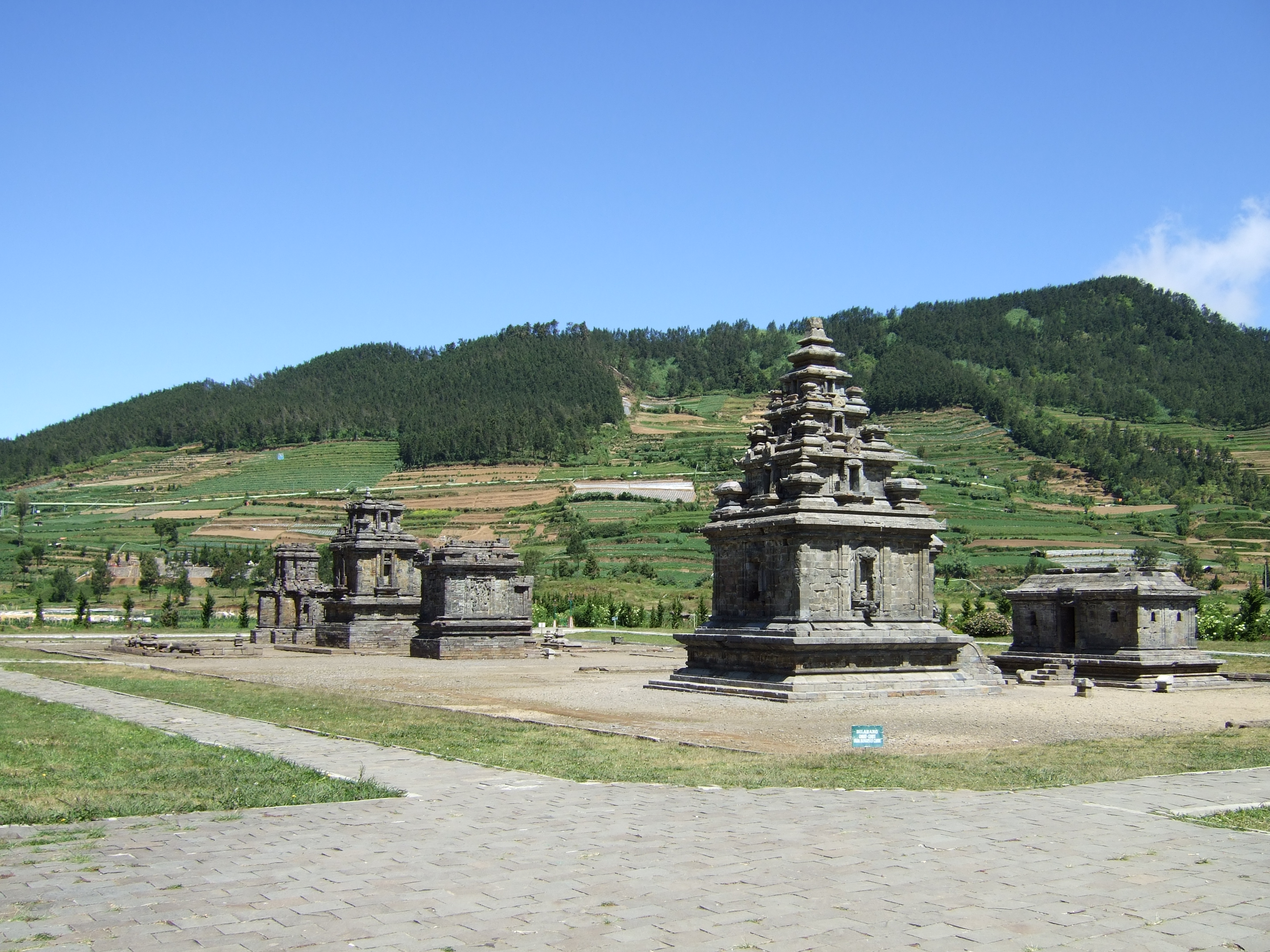
Tổ hợp đền tháp Dieng.

Cao nguyên Dieng, là một cao nguyên đầm lầy được tạo nên từ nền của một hõm chảo núi lửa phức thuộc Phu núi lửa Dieng gần Banjarnegara, Trung Java, Indonesia. Được người Indonesia gọi là "Dieng", cao nguyên nằm trên 2.000m so với mực nước biển và cách xa các trung tâm dân cư. Tên gọi "Dieng" bắt nguồn từ Di Hyang nghĩa là "Nơ ở của các vị thần".
Một phần của chiến dịch du kích của Sudirman trong Chiến tranh đọc lập Indonesia đã diễn ra tại đây.

## Đền tháp
Cao nguyên có 8 đền tháp Ấn Độ giáo. Chúng được xây khoảng năm 750 SCN và là các cấu trúc bằng đá lâu đới nhất được biết đến tại Java. Xưa kia từng có 400 đền tháp song con số hiện nay chỉ là 8.
Với thời tiết sương mù do nằm 2000 m trên mực nước biển, tại Dieng có các khí độc tuôn ra cùng các hồ có màu lưu huỳnh khiến nơi đây trở thành một địa điểm tốt lành cho việc cúng tế tôn giáo. Các đền tháp là những đền thờ nhỏ được xây như những di tích thờ thần, tổ tiên và giành riêng cho Shiva. Các ngôi đền Ấn Độ giáo là các ngọn núi thu nhỏ của vũ trụ dựa trên các sơ đồ trong văn bản tôn giáo Ấn Độ, mặc dù các họa tiết thiết kế có kết nối không lớn tới Ấn Độ. Kiến trúc đầu tiên sử dụng mặt nạ ma quỷ Java và các quái vật biển hiện diện tại các hốc tường và ô cửa của phần kiến trúc còn lại.  Các kiến trúc Dieng nhỏ và tương đối bằng, song kiến trúc đá đã phát triển đáng kể và tạo nên những kiệt tác như khu phức hợp Prambanan và Borobudur.